# Абингдон, Уиллоуби Берти
Уиллоуби Берти Абингдон, 4-й граф Абингдон (англ. Willoughby Bertie, 4th Earl of Abingdon; 16 января 1740, Гейнсборо, Линкольншир — 26 сентября 1799, Райкот близ Тейма, Оксфордшир) — английский пэр, композитор и меценат. Он носил титул учтивости — лорд Норрейс с 1745 по 1760 год.

## Биография
Родился 16 января 1740 года. Второй сын Уиллоуби Берти, 3-го графа Абингдона (1692—1760), и Анны Марии Коллинз (1709—1763).
В юности играл на флейте. Окончил Оксфордский университет, 29 января 1759 года он поступил в колледж Магдалины в Оксфорде и получил степень магистра 29 мая 1761 года. в 1760-е гг. путешествовал по Европе — в Риме, в частности, познакомился с Андре Гретри, написавшим для Абингдона концерт для флейты с оркестром. Вернувшись в Англию, принял участие в организации подписных концертов с участием Иоганна Христиана Баха и Карла Фридриха Абеля как ведущих композиторов; считается, что Абингдон в значительной степени субсидировал эти концерты. Считается, что Абингдон сыграл значительную роль в приглашении в Лондон Йозефа Гайдна, с которым в дальнейшем подружился, — как предполагает Музыкальный словарь Гроува, Гайдн благословил Абингдона и на собственные занятия композицией.
Среди сочинений Абингдона преобладают вокальные, особенно песни на собственные слова. Наиболее известное семичастное хоровое произведение — «Представление казни Марии, королевы шотландской» (англ. Representation of the Execution of Mary Queen of Scots in Seven Views, 1790).
В честь лорда Абингдона назван парк в Манхэттене.

## Семья

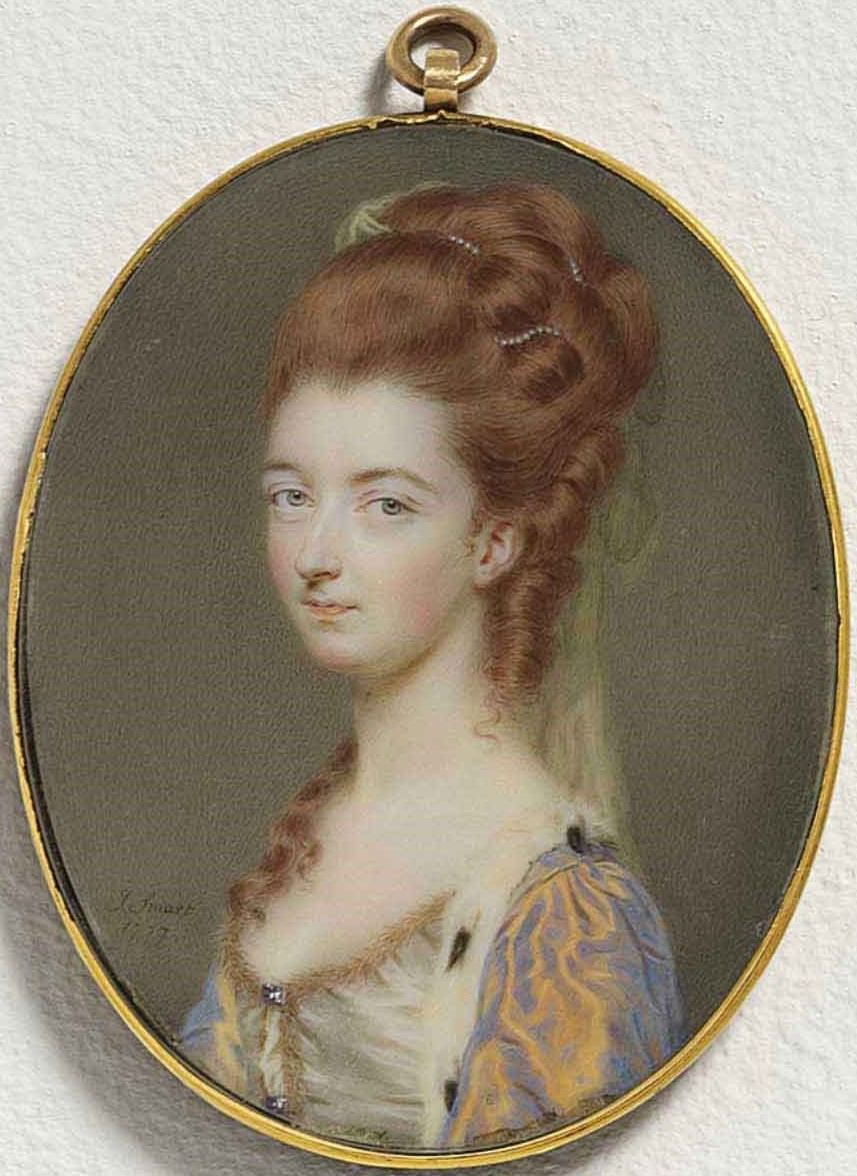
Портрет Шарлотты Уоррен, супруги 4-го графа Абингдона, художник — Джон Смарт, 1777 год

7 июля 1768 года лорд Абингдон женился на Шарлотте Энн Эмили Уоррен (ок. 1750 — 28 января 1794), дочери адмирала сэра Питера Уоррена. У супругов было восемь детей:
- Уиллоуби Берти, лорд Норрейс (8 февраля 1779 — 20 февраля 1779)[2]
- Уиллоуби Берти, лорд Норрейс (род. 9 апреля 1781), умер в младенчестве[2]
- Монтегю Берти, 5-й граф Абингдон (30 апреля 1784 — 16 октября 1854)[2], третий сын и преемник отца.
- Капитан Уиллоуби Берти (24 июня 1787 — 19 декабря 1810), в 1808 году женился на Кэтрин Джейн Сондерс. Погиб, командуя HMS Satellite; посмертный сын Уиллоуби Вер Берти (20 апреля 1811 — 26 июля 1812)
- Леди Каролина Берти (17 октября 1788 — 12 марта 1870), в 1821 году она вышла замуж за Чарльза Джона Бейли-Гамильтона.
- Достопочтенный Перегрин Берти (30 июля 1790 — 17 октября 1849)[2]
- Преподобный Фредерик Берти (12 февраля 1793 — 4 февраля 1868)[2], в 1795 году он женился на леди Джорджиане Энн Эмили Керр, дочери лорда Марка Керра.